# Ligier JS P2
Chronologie des modèles (2014-2016)
Morgan LMP2 Ligier JS P217

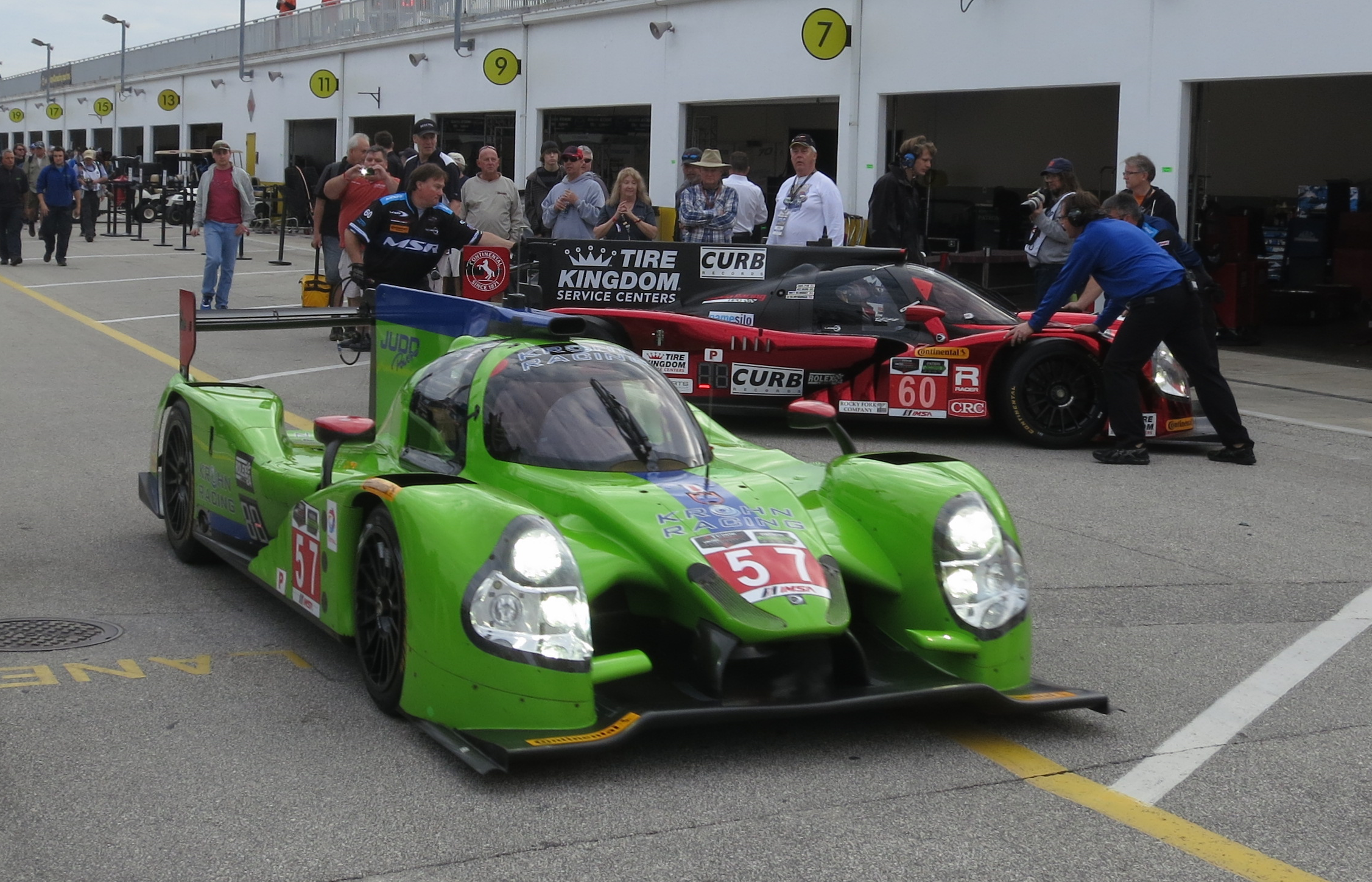
La JSP2 du Krohn Racing à Daytona en 2015.

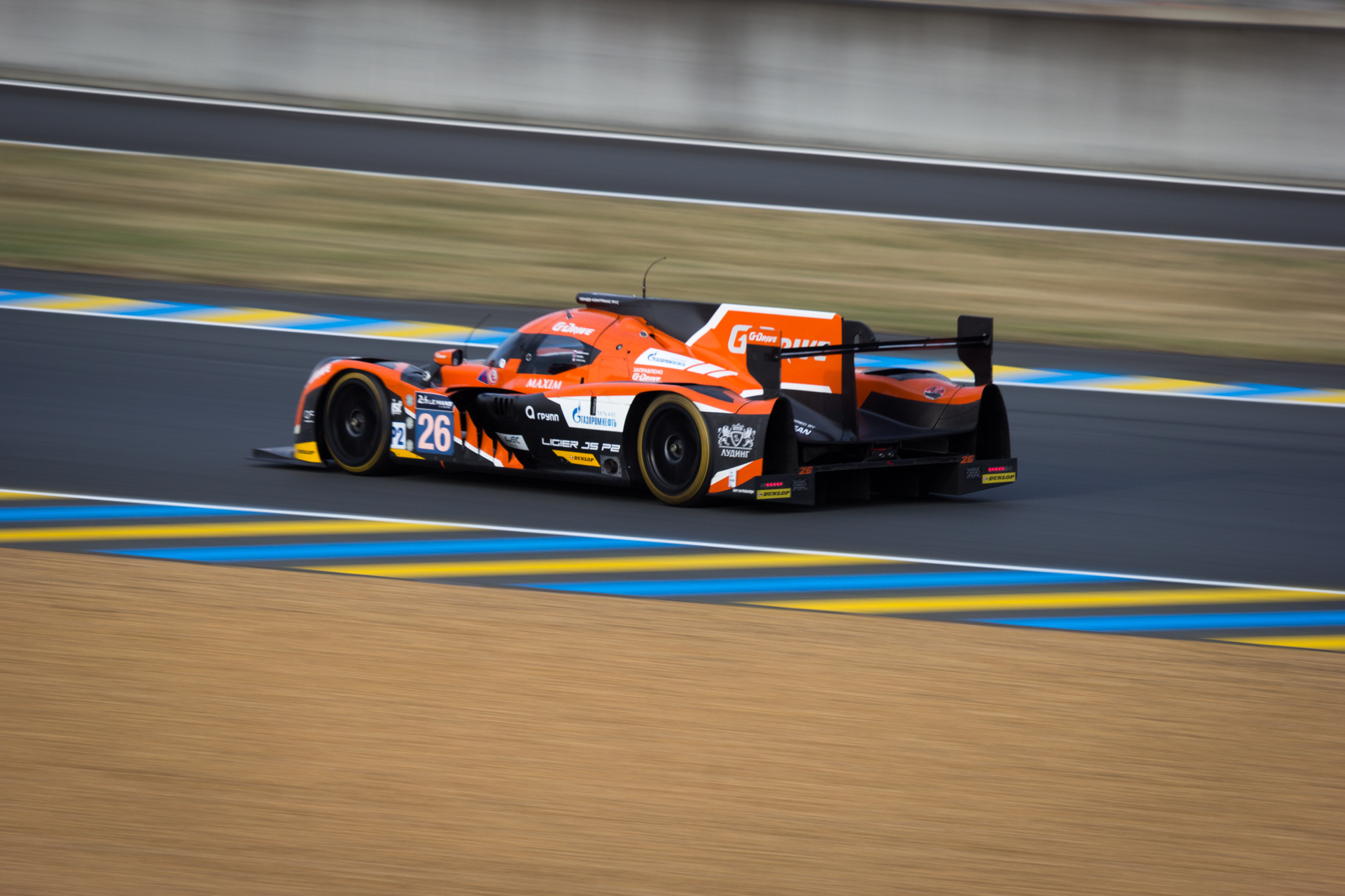
La JSP2 du G-Drive Racing au Mans en 2015.

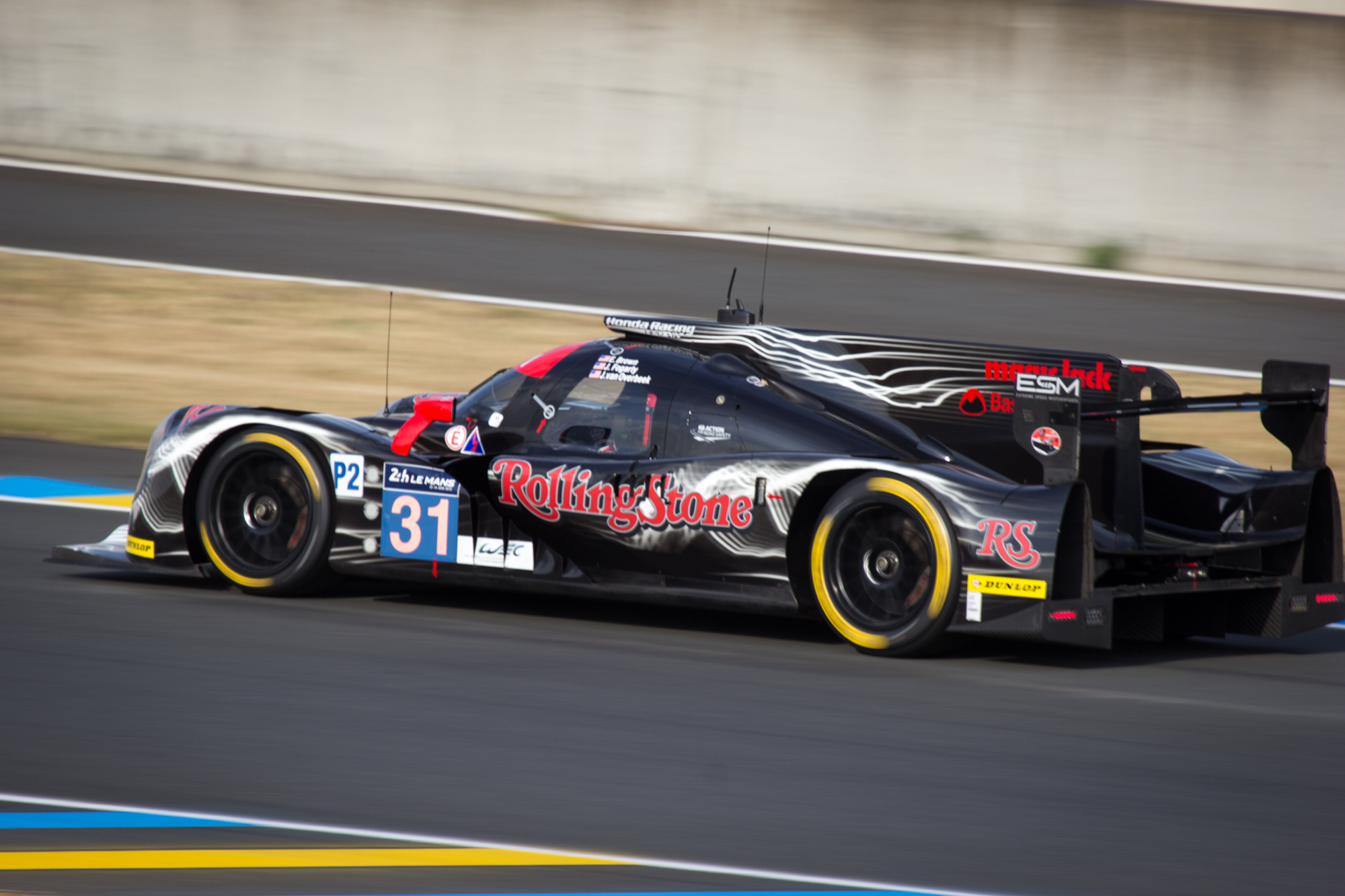
La JSP2 du Extreme Speed Motorsports au Mans en 2015.

La Ligier JS P2 est une automobile de compétition sur circuit. De type prototype, destinée aux courses d'endurance, elle répond à la réglementation technique de la catégorie LMP2.
Bien que cette voiture porte le nom de Ligier, elle est développée, construite et lancée en 2014 par le constructeur français Onroak Automotive. Elle succède à la Morgan LMP2 du même constructeur. Elle est destinée à la compétition client tout en étant aussi engagée par Onroak au sein de sa propre écurie OAK Racing. Son moteur est choisi, lorsqu'elle en a la possibilité, par l'écurie cliente. Un des objectifs de cette voiture est de répondre à l'évolution de la réglementation LMP2 qui impose à partir de 2017 des prototypes fermés, rendant non-réglementaire la Morgan LMP2 qui est un prototype ouvert.
Elle a servi de base à l'élaboration de la Ligier JS P3 qui répond à la réglementation de la catégorie LMP3.

## Historique
Onroak Automotive, partie constructeur de l'écurie OAK Racing, a la particularité de ne pas donner son propre nom à ses châssis automobile, mais de faire financer leur appellation par un constructeur tiers. Ainsi, après avoir nommé sa première élaboration automobile « Morgan LMP2 » à la suite d'un partenariat avec le constructeur britannique Morgan, la Ligier JS P2 est une des premières voitures à faire revivre le célèbre nom de Ligier en endurance internationale à la suite du rapprochement des entités Automobiles Martini, Guy Ligier et Onroak Automotive. Elle porte les initiales JS de Jo Schlesser comme toutes les voitures de sport Ligier.
La JS P2 débute en compétition lors des 24 Heures du Mans 2014 qu'elle termine à la deuxième place de sa catégorie avec l'écurie TDS Racing.

## Technique
Le châssis en fibre de carbone, ainsi que la carrosserie, sont fabriqués par HP Composite.

## Palmarès
- Championnat du monde d'endurance FIA
  - 7e et victoire en catégorie LMP2 aux 6 Heures de Fuji 2014 avec l'écurie G-Drive Racing et les pilotes Roman Rusinov, Julien Canal et Olivier Pla.
  - 9e et victoire en catégorie LMP2 aux 6 Heures de Shanghai 2014 avec l'écurie G-Drive Racing et les pilotes Roman Rusinov, Julien Canal et Olivier Pla.
  - 6e et victoire en catégorie LMP2 aux 6 Heures de Silverstone 2015 avec l'écurie G-Drive Racing et les pilotes Roman Rusinov, Julien Canal et Sam Bird.

- United SportsCar Championship
  - Victoire aux 24 Heures de Daytona en 2016 avec l'écurie Tequila Patrón ESM et les pilotes Ed Brown, Scott Sharp, Johannes van Overbeek et Pipo Derani
  - Victoire aux 12 Heures de Sebring en 2016 avec l'écurie Tequila Patrón ESM et les pilotes Ed Brown, Scott Sharp, Johannes van Overbeek et Pipo Derani
  - Victoire au Petit Le Mans en 2016 avec l'écurie Michael Shank Racing et les pilotes Oswaldo Negri Jr., Olivier Pla et John Pew.

## Écuries
Les écuries utilisatrices de la voiture sont :
- G-Drive Racing en WEC
- OAK Racing en WEC
- Extreme Speed Motorsports en United SportsCar Championship et WEC
- Krohn Racing en United SportsCar Championship et European Le Mans Series
- Michael Shank Racing en United SportsCar Championship
- Algarve Pro Racing en European Le Mans Series
- Panis-Barthez Compétition
- TDS Racing en European Le Mans Series (uniquement en 2014)

## Châssis
Les châssis construits sont les suivants :
| Châssis  | Année | Première écurie           | Écurie suivante             |
| -------- | ----- | ------------------------- | --------------------------- |
| #OR02-01 | 2014  | Oak Racing                | Greaves Motorsport (2016)   |
| #OR02-02 | 2014  | TDS Racing                | Algarve Pro Racing (2015)   |
| #OR02-03 | 2014  | Oak Racing                | Michael Shank Racing (2015) |
| #OR02-04 | 2015  | Krohn Racing              | ARC Bratislava (2017)       |
| #OR02-05 | 2015  | G-Drive Racing            | RGR Sport by Morand (2016)  |
| #OR02-06 | 2015  | Extreme Speed Motorsports |                             |
| #OR02-07 | 2015  | G-Drive Racing            |                             |
| #OR02-08 | 2015  | Extreme Speed Motorsports |                             |
| #OR02-09 | 2015  | OAK Racing                | Tequila Patrón ESM (2016)   |
| #OR02-10 | 2016  | Panis-Barthez Compétition |                             |
| #OR02-12 | 2016  | Michael Shank Racing      |                             |
| #OR02-14 | 2016  | IDEC Sport Racing         |                             |
| #OR02-16 | 2016  | Extreme Speed Motorsports |                             |
| #OR02-17 | 2016  | Extreme Speed Motorsports |                             |